# Andreas Stokbro
Andreas Stokbro   (Brøndbyvester, 8 d'abril de 1997) és un ciclista danès professional des del 2016. Després de córrer al Riwal Cycling Team i al Qhubeka Assos, el 2022 fitxà pel Team Coop. Combina la carretera amb el ciclisme en pista. En el seu palmarès destaca el Tour de Flandes sub-23 i el Gran Premi Herning del 2019 i 2022.

## Palmarès en ruta
- 2015
  - Vencedor d'una etapa al Trofeu Karlsberg
- 2016
  - Vencedor d'una etapa al ZLM Tour
- 2018
  - Vencedor d'una etapa a la Volta a Estònia
- 2019
  - 1r al Tour de Flandes sub-23
  - 1r al Gran Premi Herning
- 2022
  - 1r al Gran Premi Herning
  - Vencedor d'una etapa al Tour de Loir i Cher
  - Vencedor d'una etapa a la Volta a l'Alta Àustria
- 2023
  - 1r al Gran Premi de Lillers-Souvenir Bruno Comini
  - 1r a la Gylne Gutuer